# Капраев, Зураб
Зураб Капраев (27 мая 1997, c. Ахар, Новолакский район, Дагестан, Россия) — российский и румынский борец вольного стиля. Член сборной Румынии.

## Спортивная карьера
Является уроженцем села Ахар Новолакского района. Является воспитанником известного тренера спортивной школы имени Шамиля Умаханова Зелимхана Хусейнова. Являлся чемпионом России среди юношей. В сентябре 2018 года вместе с Николаем Охлопковым принял гражданство Румынии. В начале 2019 года получил травму крестообразных связок. В составе сборной Румынии выступал на чемпионатах Европы.

## Личная жизнь
По национальности — чеченец.

## Спортивные результаты
- Чемпионат мира по борьбе U23 2018 — 10;
- Чемпионат мира по борьбе U23 2019 — 11;
- Чемпионат Европы по борьбе 2020 — 15;
- Чемпионат Европы по борьбе 2021 — 10;
- Чемпионат Европы по борьбе 2022 — 5;